# Galium ceratocarpon
Galium ceratocarpon är en måreväxtart som beskrevs av Pierre Edmond Boissier. Galium ceratocarpon ingår i släktet måror, och familjen måreväxter. Inga underarter finns listade i Catalogue of Life.